# Echium wildpretii subsp. trichosiphon
Echium wildpretii subsp. trichosiphon is een tweejarige plant uit de ruwbladigenfamilie (Boraginaceae), die endemisch is op het Canarische eiland La Palma.

## Naamgeving enetymologie
- Engels: Pink Taginaste, Tower of Jewels
- Spaans: Tajinaste rosado

De naam Echium is afgeleid van het Oudgriekse woord ἔχις (echis) = adder of gifslang. Zie daarvoor het artikel over Echium. De soortaanduiding wildpretii is een eerbetoon aan de Zwitserse botanicus Hermann Wildpret (1834-1908), voormalig verantwoordelijke voor de Jardín de Aclimatación de La Orotava, een botanische tuin in Puerto de la Cruz op Tenerife.

## Kenmerken
Het is een tweejarige plant. Het eerste jaar ontwikkelt de plant een dicht bladrozet van langs beide zijden zilverkleurig behaarde, lancet- tot lijnlancetvormige bladeren. In het tweede jaar ontstaan de 1 tot 3 m lange, bijna cilindrische bloemtrossen, met honderden trechtervormige, roze bloemen, met breed ovale, afgeronde kroonbladen. De plant sterft af na de bloei, waarbij massaal zaden worden verspreid.
De plant verschilt van zijn nauwe verwant E. wildpretii subsp. wildpretii van het buureiland Tenerife door de kleur van de bloemen, die eerder roze zijn dan rood, en door de vorm van de bloemtros, stomp cilindrisch in plaats van kegelvormig.
De plant bloeit van april tot mei. De bestuiving gebeurt door zeker zestien soorten insecten waaronder honingbijen, vogels en hagedissen van het geslacht Gallotia.

## Habitaten verspreiding
Van de plant zijn slechts enkele populaties bekend, op enkele plaatsen op droge en voedselarme vulkaanbodem in de subalpiene zone (van 1000 tot 2400 m hoogte) van de Caldera de Taburiente op het Canarische eiland La Palma.
... · 
E. aculeatum · 
E. brevirame · 
E. candicans · 
E. creticum · 
E. gentianoides · 
E. hypertropicum · 
E. nervosum · 
E. pininana · 
E. plantagineum · 
E. sabulicola · 
E. simplex · 
E. virescens · 
E. vulgare (Slangenkruid) · 
E. webbii · 
E. wildpretii · 
E. wildpretii subsp. trichosiphon · 
E. wildpretii subsp. wildpretii · 
...